# Cerro Bonito
Der Cerro Bonito (deutsch Hübscher Berg) ist ein Berg in Uruguay.
Er befindet sich im Departamento Rivera im Tal von Lunarejo. Der 351 m hohe Berg gehört dabei zur Hügelkette Cuchilla de Haedo.